# Degaña (kommunhuvudort)
Degaña är en kommunhuvudort i Spanien.   Den ligger i provinsen Province of Asturias och regionen Asturien, i den nordvästra delen av landet, 400 km nordväst om huvudstaden Madrid. Degaña ligger 848 meter över havet och antalet invånare är 1 270.
Terrängen runt Degaña är kuperad åt sydost, men åt nordväst är den bergig. Degaña ligger nere i en dal. Runt Degaña är det mycket glesbefolkat, med 7 invånare per kvadratkilometer. Närmaste större samhälle är Fabero, 19,6 km söder om Degaña. 